# تپه گردپشت مالان
تپه گردپشت مالان مربوط به کالکولتیک (مس‌سنگی) - عصر برنز ۱ ـ هزاره اول (پیش از میلاد) - قرن ۶ تا ۸ ه.ق دوره اسلامی است و در شهرستان پیرانشهر، بخش لاجان، دهستان لاهیجان شرقی، روستای خره بردآشان واقع شده است. این اثر در تاریخ ۳۰ دی ۱۳۸۵ با شمارهٔ ثبت ۱۶۸۸۳ به عنوان یکی از آثار ملی ایران به ثبت رسیده است.